# Медвидь, Вячеслав Иосифович
Вячеслав Иосифович Медвидь (укр. В'ячеслав Йосипович Медвідь; род. 28 августа 1965, Новое Давыдково, Закарпатская область) — советский и украинский футболист, полузащитник.
Воспитанник футбольной школы Н. Давыдково, тренер Гавриил Кузьма. Дебютировал в 1982 году в команде второй лиги «Закарпатье» Ужгород. 1984 год отыграл в высшей лиге за харьковский «Металлист». 1985 год начал во второй лиге в СК ФШМ Москва, затем перешёл в команду первой лиги ЦСКА, с которой в следующем году вышел в высшую лигу, где сыграл 20 матчей. В 1988—1989 годах выступал за СКА «Карпаты» Львов в первой лиге. 1990 год начал во второй лиге в составе СФК «Дрогобыч», затем перешёл в «Металлист», за который в высшей лиге (1990—1991) сыграл 37 матчей, забил три гола. В сезоне 1992/93 играл в первой украинской лиге за «Закарпатье» и в высшей лиге за «Нива» Тернополь. Затем играл в чемпионате Венгрии за команды «Вашуташ»/«ДВШК-Епона» Дебрецен (1993/94 — 1995/96), «Кабаи-Цукор»/«Спартакус» Хайдусобосло (1996/97, 1999/2000), «Гажзер» Гардонь (1996/97 — 1999/2000), «Икарус» Будапешт (2001/03 — 2003/04).
Участник юношеского чемпионата Европы 1984, молодёжного чемпионата мира 1985, Универсиады 1991.